# FIPRESCI-Preis
Die FIPRESCI-Preise sind Filmpreise, die von der internationalen Filmkritiker- und Filmjournalisten-Vereinigung Fédération Internationale de la Presse Cinématographique (FIPRESCI) vergeben werden.
Zu den Aufgaben der FIPRESCI gehört es auch, Auszeichnungen für Filme zu vergeben. Dies geschieht zum einen im Rahmen von Filmfestivals in Gestalt spezieller FIPRESCI-Preise, zum anderen verleiht die FIPRESCI selbst seit 1999 den Grand Prix de la FIPRESCI für den Film des Jahres und verlieh 1993 bis 2009 den Europäischen FIPRESCI-Preis. Die erste Verleihung des FIPRESCI-Preises fand 1946 im Rahmen der ersten Filmfestspiele Cannes statt.

## Festivalpreise
Auf zahlreichen Filmfestivals werden seit 1946 neben anderen Auszeichnungen auch spezielle FIPRESCI-Kritikerpreise verliehen und zwar durch Jurys, die durch die FIPRESCI eingesetzt worden sind. In der nachfolgenden Tabelle ist eine Auswahl an Festivals gelistet, auf denen die FIPRESCI Preise verleiht, sowie die jeweils ausgezeichneten Wettbewerbsfilme. Die Zeilen mit Aufzählungszeichen sind vollständig, die anderen nicht. Die Jahre 1950–2000 fehlen in der Tabelle bisher.
| Jahr | Cannes                                                                                             | Venedig                                                               | Berlin                                                                                  | Locarno                              | Wien                                    | Karlovy Vary                             |
| ---- | -------------------------------------------------------------------------------------------------- | --------------------------------------------------------------------- | --------------------------------------------------------------------------------------- | ------------------------------------ | --------------------------------------- | ---------------------------------------- |
| 1946 | - Begegnung - Farrebique                                                                           | –                                                                     | noch nicht existent                                                                     | –                                    | noch nicht existent                     | –                                        |
| 1947 | –                                                                                                  | –                                                                     | noch nicht existent                                                                     | –                                    | noch nicht existent                     | –                                        |
| 1948 | –                                                                                                  | - Unter der Sonne von Rom                                             | noch nicht existent                                                                     | –                                    | noch nicht existent                     | –                                        |
| 1949 | - Ring frei für Stoker Thompson                                                                    | –                                                                     | noch nicht existent                                                                     | –                                    | noch nicht existent                     | –                                        |
| …    | |                                                                       |                                                                                         |                                      |                                         |                                          |
| 2001 | - Pulse - Der Pornograph - Martha... Martha - Das Zimmer meines Sohnes                             | - Atemberaubend - Sauvage innocence                                   | - Danach hätte es schön sein müssen - Italienisch für Anfänger - Maelström              | - Miss Wonton                        | - Auszeit - Lovely Rita                 | - Tereska                                |
| 2002 | - Warten auf das Glück - Matir moina - Göttliche Intervention – Eine Chronik von Liebe und Schmerz | - Sex für Anfänger - United Kingdom - Oasis                           | - Les soviets plus l’électricité - Montag Morgen                                        | - La cage                            | - Nakta(dul) - Aus heiterem Himmel      | - Gwenchana uljima - Nirgendwo in Afrika |
| 2003 | - American Splendor - Las horas del día - Vater und Sohn                                           | - Good Bye, Dragon Inn - Matrubhoomi – Ein Land ohne Frauen           | - Edi - Lichter - Wolfsburg                                                             | - Dependencia sexual                 | - Seit Otar fort ist… - The Brown Bunny | - The Coast Guard                        |
| 2004 | - Atash - Fahrenheit 9/11 - Whisky                                                                 | - Bin-Jip – Leere Häuser - Vento di terra                             | - Die andere Seite des Mondes - The Time We Killed - Gegen die Wand                     | - Tony Takitani                      | - Down to the Bone - Los Muertos        | - Moj svodnyj brat Frankenschtejn        |
| 2005 | - Blood - Caché - Ju-meok-i-woon-da                                                                | - Good Night, and Good Luck - The Wild Blue Yonder                    | - Kuhhaut - Massaker - Das Fleisch der Wassermelone                                     | - A Perfect Day                      | - Estamira                              | - Chinaman                               |
| 2006 | - Bug - Hamaca Paraguaya – Eine Hängematte in Paraguay - Jahreszeiten – İklimler                   | - Die Queen - When The Levees Broke – A Requiem In Four Acts - Mistrz | - In Between Days - Knallhart - Requiem                                                 | - Nae cheongchun-ege goham           | - Honor de Cavalleria                   | - Valkoinen kaupunki                     |
| 2007 | - 4 Monate, 3 Wochen und 2 Tage - Die Band von nebenan - Ihr Name ist Sabine                       | - Jimmy Carter – Der Mann aus Georgia - Couscous mit Fisch            | - Jagdhunde - Ich habe den englischen König bedient - Takva – Gottesfurcht              | - Nichego Lichnogo - Capitaine Achab | - Shotgun Stories                       | - Prostyje vešči                         |
| 2008 | - Hunger - Eldorado - Delta                                                                        | - Goodbye Solo - Gabbla                                               | - Lake Tahoe - Alisa, das Meermädchen - Shahida – Allahs Bräute                         | - Parque vía                         | - Aquele Querido Mês de Agosto          | - Karamazovi                             |
| 2009 | Das weiße Band – Eine deutsche Kindergeschichte                                                    | Lourdes                                                               | Eine Perle Ewigkeit                                                                     | Nothing Personal                     | Xiao li zix                             |                                          |
| 2010 | Tournée                                                                                            | Stille Seelen                                                         | Eine Familie                                                                            | Winter Vacation                      | Periferic                               | Hitler in Hollywood                      |
| 2011 | Le Havre                                                                                           | Shame                                                                 | Das Turiner Pferd                                                                       | Abrir puertas y ventanas             | Yatasto                                 | Collaborator                             |
| 2012 | Im Nebel                                                                                           | The Master                                                            | Tabu – Eine Geschichte von Liebe und Schuld                                             | Leviathan                            | Margaret                                | Peleh akhar                              |
| 2013 | Blau ist eine warme Farbe                                                                          | Tom à la ferme                                                        | Mutter & Sohn                                                                           | E Agora? Lembra-me                   | Grand Central                           | Styd                                     |
| 2014 | Winterschlaf                                                                                       | The Look of Silence                                                   | Aimer, boire et chanter                                                                 | Mula sa kung ano ang noon            | Court                                   | Rocks in My Pocket                       |
| 2015 | Son of Saul                                                                                        | Sangue del mio sangue                                                 | Taxi Teheran                                                                            | Suite Armoricaine                    | Coma                                    | Box                                      |
| 2016 | Toni Erdmann                                                                                       | Ein Leben, Kékszakállú                                                | Death in Sarajevo                                                                       | Mister Universo                      | Bodkin Ras                              | Gleißendes Glück                         |
| 2017 | 120 BPM                                                                                            | EX LIBRIS – Die Public Library von New York                           | Körper und Seele                                                                        | Dragonfly Eyes                       | Distant Constellation                   | Keep the Change                          |
| 2018 | Burning                                                                                            | Sunset                                                                | Die Erbinnen                                                                            | Sibel                                | Ne travaille pas                        | Sueño Florianópolis                      |
| 2019 | Vom Gießen des Zitronenbaums                                                                       | Intrige                                                               | Synonymes                                                                               | La febra                             | Giraffe                                 | La virgen de agosto                      |
| 2020 | | The Wasteland (Dashte Khamoush)                                       | Undine                                                                                  |                                      | Kill It and Leave This Town             |                                          |
| 2021 | Drive My Car                                                                                       | Das Ereignis                                                          | Was sehen wir, wenn wir zum Himmel schauen?                                             | After Blue                           | The Tale of King Crab                   |                                          |
| 2022 | - Leila’s Brothers - Das Blau des Kaftans - Dalva                                                  | - Autobiography - Argentinien, 1985 – Nie wieder                      | - Super Natural - Bettina - Coma - Leonora addio                                        | - Stone Turtle                       | - Unruh                                 | - Zkouška umění - Hranice lásky          |
| 2023 | - Colonos - The Zone of Interest                                                                   | - Una sterminata domenica - Evil Does Not Exist                       | - Între revoluții - Stille Liv - Here - The Survival of Kindness                        | - Stepne                             | - Savvusanna sõsarad                    | - Imago - Hypnose                        |
| 2024 | - Die Saat des heiligen Feigenbaums - The Story of Souleymane - Desert of Namibia                  | noch nicht stattgefunden                                              | - The Human Hibernation - Faruk - Sleep With Your Eyes Open - My Favourite Cake         | noch nicht stattgefunden             | noch nicht stattgefunden                | - Loveable                               |
| 2025 | |                                                                       | - Drømmer - Kaj ti je deklica - Bajo las banderas, el sol - La memoria de las mariposas |                                      |                                         |                                          |

## Grand Prix de la FIPRESCI
Seit 1999 vergibt die FIPRESCI den Grand Prix de la FIPRESCI für den Film des Jahres. Die Preisträger werden in einer Abstimmung aller FIPRESCI-Mitglieder ermittelt. Die Auszeichnung wird anlässlich des Festival Internacional de Cine de San Sebastián überreicht. Bisher konnten Paul Thomas Anderson und Aki Kaurismäki den Grand Prix de la FIPRESCI dreimal gewinnen; Pedro Almodóvar und Michael Haneke erhielten den Preis je zweimal.
Die Preisträger:
- 1999: Alles über meine Mutter von Pedro Almodóvar
- 2000: Magnolia von Paul Thomas Anderson
- 2001: Der Kreis von Jafar Panahi
- 2002: Der Mann ohne Vergangenheit von Aki Kaurismäki
- 2003: Uzak – Weit von Nuri Bilge Ceylan
- 2004: Notre Musique von Jean-Luc Godard
- 2005: Bin-Jip – Leere Häuser (Bin-jip) von Kim Ki-duk
- 2006: Volver – Zurückkehren von Pedro Almodóvar
- 2007: 4 Monate, 3 Wochen und 2 Tage von Cristian Mungiu
- 2008: There Will Be Blood von Paul Thomas Anderson
- 2009: Das weiße Band – Eine deutsche Kindergeschichte von Michael Haneke
- 2010: Der Ghostwriter von Roman Polański
- 2011: The Tree of Life von Terrence Malick
- 2012: Liebe von Michael Haneke
- 2013: Blau ist eine warme Farbe von Abdellatif Kechiche
- 2014: Boyhood von Richard Linklater
- 2015: Mad Max: Fury Road von George Miller
- 2016: Toni Erdmann von Maren Ade
- 2017: Die andere Seite der Hoffnung von Aki Kaurismäki
- 2018: Der seidene Faden (Phantom Thread) von Paul Thomas Anderson
- 2019: Roma von Alfonso Cuarón
- 2021: Nomadland von Chloé Zhao
- 2022: Drive My Car von Ryūsuke Hamaguchi
- 2023: Fallende Blätter von Aki Kaurismäki[22]

## Europäischer FIPRESCI-Preis
Der Europäische FIPRESCI-Preis wurde von 1993 bis 2009 im Rahmen der Verleihung der Europäischen Filmpreise vergeben.

## Liste der Filmfestivals mit FIPRESCI-Preis
Mit * gekennzeichnete Festivals sind beim internationalen Filmproduzentenverband FIAPF akkreditiert (siehe auch: Liste der FIAPF-akkreditierten Filmfestivals).
- Flying Broom International Women’s Film Festival (Ankara)
- Festival d’Animation Annecy (Annecy)
- Panorama of European Cinema (Athen)
- Bangkok International Film Festival (Bangkok)
- Berlinale* (Berlin)
- International Film Festival Bratislava (Bratislava)
- Brisbane International Film Festival (Brisbane)
- Buenos Aires Festival Internacional de Cine Independiente (Buenos Aires)
- Busan International Film Festival (Busan)
- Internationale Filmfestspiele von Cannes* (Cannes)
- Chicago International Film Festival (Chicago)
- Transsilvania International Film Festival (Cluj-Napoca)
- FilmFestival Cottbus (Cottbus)
- Dhaka International Film Festival (Dhaka)
- Filmfestival „Goldene Aprikose“ (Jerewan)
- Internationales Filmfestival Freiburg (Freiburg im Üechtland)
- Cinéma Tout Ecran (Genf)
- Festival Internacional de Cine de Gijón (Gijón)
- Göteborg Film Festival (Göteborg)
- Festival Internacional de Cine en Guadalajara (Guadalajara)
- Haifa International Film Festival (Haifa)
- Hong Kong International Film Festival (Hongkong)
- International Istanbul Film Festival* (Istanbul)
- Cairo International Film Festival* (Kairo)
- Internationales Filmfestival Karlovy Vary* (Karlovy Vary)
- Molodist International Film Festival* (Kiew)
- Krakowski Festiwal Filmowy* (Krakau)
- Festival del Cinema Europeo (Lecce)
- Internationales Leipziger Festival für Dokumentar- und Animationsfilm (Leipzig)
- IndieLisboa - Festival Internacional de Cinema Independente de Lisboa (Lissabon)
- Ljubljana International Film Festival (Ljubljana)
- Internationales Filmfestival von Locarno* (Locarno)
- The Times bfi London Film Festival* (London)
- Internationales Filmfestival Mannheim-Heidelberg
- Festival Internacional de Cine de Mar del Plata* (Mar del Plata)
- Festival Internacional de Cine Contemporáneo de la Ciudad de México (Mexiko-Stadt)
- Miami International Film Festival (Miami)
- World Film Festival* (Montreal)
- Internationales Filmfestival Moskau* (Moskau)
- Motovun Film Festival (Motovun)
- Filmfest München (München)
- Mumbai International Film Festival (Mumbai)
- Osian’s Cinefan (Neu-Delhi)
- Internationale Kurzfilmtage Oberhausen* (Oberhausen)
- Film fra Sør (Oslo)
- Rio International Film Festival (Rio de Janeiro)
- International Film Festival Rotterdam (Rotterdam)
- San Francisco International Film Festival (San Francisco)
- San Sebastián International Film Festival* (San Sebastián)
- filmkunstfest Mecklenburg-Vorpommern (Schwerin)
- Festróia – Festival Internacional de Cinema (Setúbal)
- Singapore International Film Festival (Singapur)
- Sofia International Film Festival (Sofia)
- Split Film Festival (Split)
- Stockholm International Film Festival* (Stockholm)
- Sydney Film Festival* (Sydney)
- Taormina BNL FilmFest (Taormina)
- International Thessaloniki Film Festival* (Thessaloniki)
- International Film Festival of Kerala* (Thiruvananthapuram)
- Tbilisi International Film Festival (Tiflis)
- Rencontres Cinémas d’Amérique Latine (Toulouse)
- Hot Docs Canadian International Documentary Festival (Toronto)
- Toronto International Film Festival* (Toronto)
- Tromsø International Film Festival (Tromsø)
- Torino Film Festival* (Turin)
- Semana Internacional de Cine de Valladolid (Valladolid)
- Filmfestspiele von Venedig* (Venedig)
- Warsaw International Film Festival* (Warschau)
- goEast* (Wiesbaden)
- Viennale* (Wien)
- Internationales Dokumentarfilmfestival von Yamagata (Yamagata)
- Zanzibar International Film Festival (Sansibar)